# Tasmanian Passage

Das Frühstadium der „Tasmanischen Passage“ vor etwa 30 Millionen Jahren

Als Tasmanian Passage, auch Tasmanian Gateway oder Tasmanian Seaway, wird der bei der Trennung der beiden Kontinentalplatten Australien und Antarktika  vor etwa 30 bis 40 Millionen Jahren entstandene Seeweg bezeichnet. Die Tasmanische Passage verbindet den Indik mit dem Pazifik südlich von Australien. Der Begriff entstammt der Geologie. Der Abstand beider Kontinente beträgt gegenwärtig etwa 2300 Kilometer.
Durch die Öffnung der Drake-Passage und des Tasmanischen Seewegs konnte sich am Beginn des Oligozäns der Antarktische Zirkumpolarstrom bilden und löste damit die zirkumäquatorial ausgerichteten Strömungsverhältnisse der Kreidezeit ab. Die Entstehung des Zirkumpolarstroms führte zu einer thermischen Isolierung der Antarktis, da der Austausch mit äquatornahen warmen Wässern stark verringert wurde. Infolgedessen entstand die Eiskalotte Antarktikas, und die Erde trat in das gegenwärtige Känozoische Eiszeitalter ein.